# Бахрам II
Бахрам (Варахран) II — царь царей (шахиншах) Ирана, правил приблизительно в 275/276 — 292/293 годах. Из династии Сасанидов. Сын Бахрама I.

## Биография

### Приход к власти

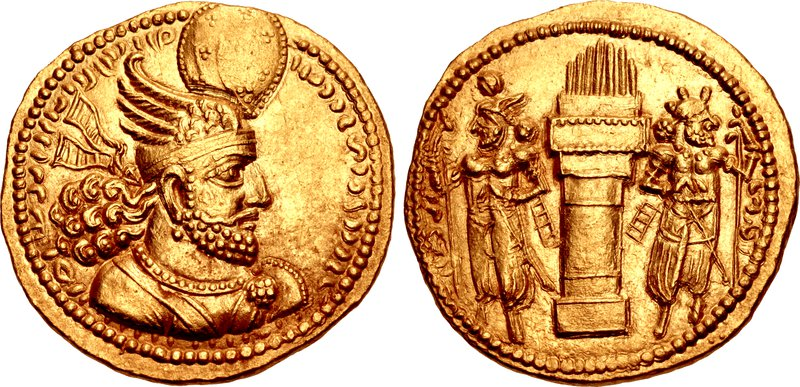
Динар Бахрама II (22 мм, 7,42 г). Монетный двор «HWPY/HRPY» (Герата?). Царь изображён в своей индивидуальной крылатой короне с коримбосом. На оборотной стороне изображён алтарь огня в окружении двух служителей, левый в крылатой короне с коримбосом, правый в фресковой короне. Чрезвычайно редкий, один из трёх известных

До смерти отца Бахрам II был царём Сакастана. Фирдоуси воспел любовь Бахрама II к отцу, рассказывая, что из-за горечи утраты после смерти родителя он сорок дней провёл в трауре и не принимал власть. Другой возможной причиной столь длительного промедления мог быть дядя Бахрама II, Нарсе, считавший, что он как старший в роде имел больше законных прав на престол Ирана, чем его племянник. При дворе происходила борьба группировок обоих претендентов, а трон пустовал. Но, так или иначе, в конце концов юный Бахрам II на нём утвердился и пробыл достаточно долго. Нарсе остался царём Армении. Возможно, Бахрама поддерживал фанатичный и властолюбивый верховный жрец Картир и группа его единомышленников, причём не только среди духовных лиц. Боясь потерять своё влияние после прихода к власти Нарсе — а влиять на него, зрелого человека, было бы явно труднее, чем на неопытного юношу, — они всеми силами поддержали Бахрама II. Борьба за власть сопровождалась определёнными внутриполитическими мероприятиями. Заинтересованный в поддержке знати, новый шах шёл ей на значительные уступки. Аль-Масуди писал, что при Бахраме II многие земли перешли к приближённым шахиншаха, с правом налогового иммунитета, вследствие чего оскудела казна и «бедность стала уделом народа и войска».

### Усиление власти Картира
В правление Бахрама II значительно возросла власть верховного жреца зороастрийцев Картира. Картир высекал надписи подобно царям, — случай уникальный для Сасанидского Ирана. Видимо, Бахрам II, обязанный властью Картиру, который получил также титул «Хранитель души Бахрама», полностью попал под власть верховного жреца. Картир действовал фанатично и неуклонно. Он активно обращал иноверцев в зороастризм, яростно боролся с адептами иных религий, в то же время повышая благосостояние жреческого сословия зороастрийцев и основывая новые храмы огня. Постепенно Картир стал главой всех жрецов и верховным судьёй государства. Естественно, что человек такого положения, способностей и честолюбия был чрезвычайно значимой политической фигурой своего времени. Надпись Картира на «Каабе Зороастра» в Накше-Рустаме гласит:

«…он (Бахрам II) дал мне в стране более высокое место и власть, он мне пожаловал ранг и власть великих (вузургов), он сделал меня при дворе, (каждом) шахре, (каждом) месте, во всей стране в отношении богоугодных дел более авторитетным и могущественным, так как я был первым, и меня во всей стране сделал мобедом и судьей, и сделал меня владыкой и распорядителем храма огня Анахит-Ардашир и Анахит-госпожи в Стахре, и дали мне имя „Картир, хранитель души Бахрама, мобед Ахурамазды“. В (каждом) шахре, в (каждом) месте во всей стране деяния Ахурамазды и богов возвысились, и маздаяснийская вера и маги в стране получили великое господство, и боги, и вода, и огонь, и скот в стране достигли великого удовлетворения, а Ахриман и, дэвы натолкнулись на великий удар и мучения и вера Ахримана и дэвов изгнана из страны, и неверие… и иудеи, и буддийские жрецы, и брамины, и назареи, и христиане и мандеи и зиндики (манихеи) в стране были разбиты, и (их) идолы разбиты, убежища дэвов разрушены, обители богов (храмы) воздвигнуты. И в каждом шахре и в каждом месте многие религиозные деяния возросли, было установлено много Варахрановых огней и многие маги стали довольными и преуспевающими. И многие храмы огня и маги были государственно установлены и в государственных записях и книгах, которые при Бахраме, царе царей, сыне Бахрама велись.»

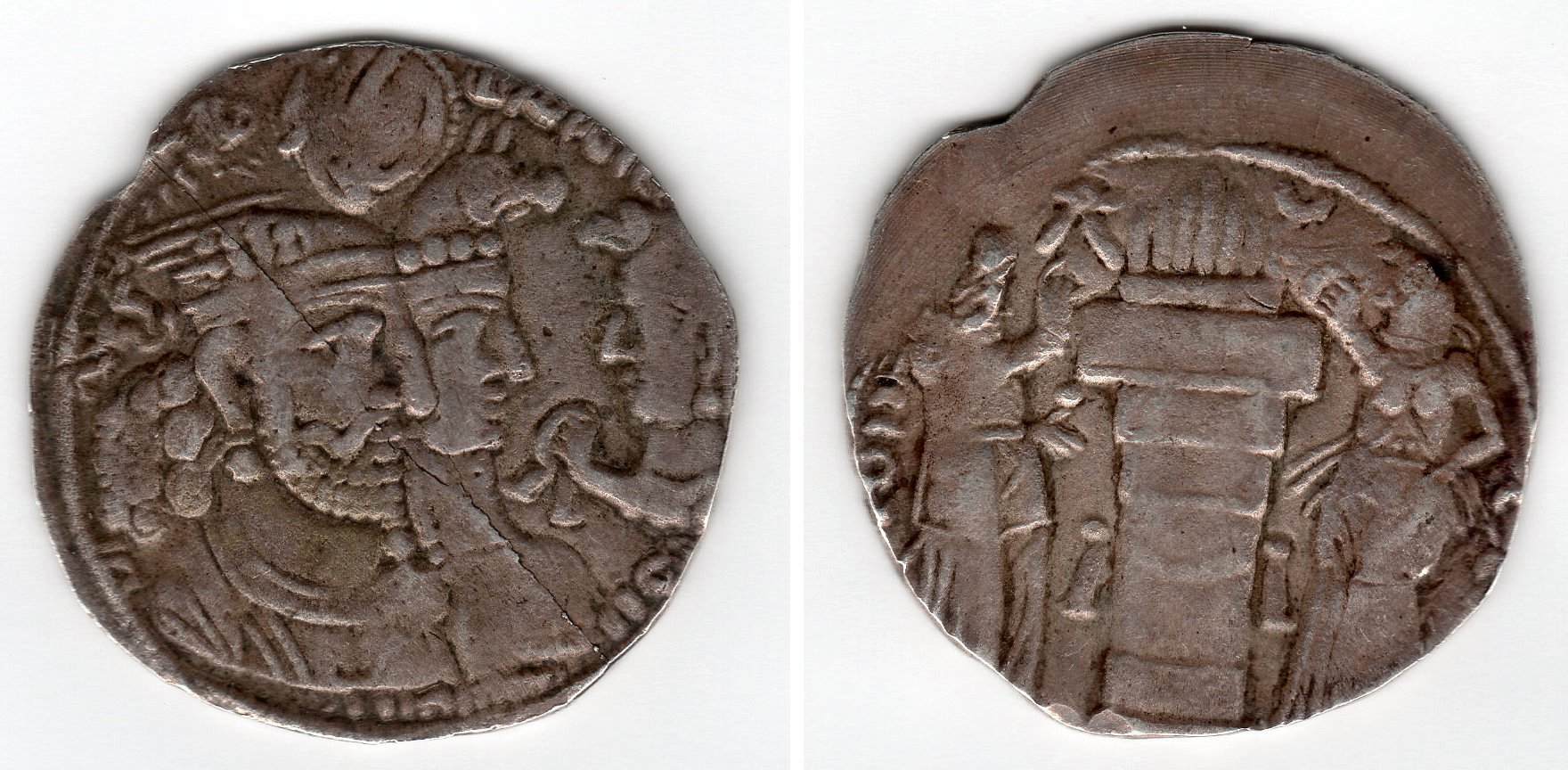
Серебряная драхма с изображением на лицевой стороне царя Бахрама II со своей женой и наследником престола. Царь носит свою типичную крылатую корону, над которой видна его типичная сферическая причёска (коримбос). Царица носит головной убор в форме животного с изображением кабана или грифона. Обращённый лицом на царственную пару, персонаж меньшего размера в короне в форме головы орла даёт им (или принимает от них) кольцо власти с лентой (кидарис). Вокруг них видна полустёртая пехлевийская надпись: «Поклоняющаяся Мазде, божественный Бахрам, царь царей Ирана, любимый богами». На оборотной стороне изображён алтарь огня, по бокам от которого стоят: слева царь, который делает рукой типичный сасанидский жест восхваления, над ним перевязанное лентами кольцо власти; с правой стороны алтаря виден женский персонаж с кольцом, который может быть либо царицей, либо, что более вероятно, богиней Анахитой (только божество может получить дань уважения от царя). Над этим персонажем полумесяц. Монетный двор неизвестен

В 90-х годах III века Бахрам II приказал казнить преемника основателя манихейства Мани Сисинния (Сис Ибн ан-Надима). Однако, следует отметить, что Бахрам II изучал христианское вероучение и даже немного знал сирийский язык. О преследованиях, о которых в своих надписях говорит Картир, христианские авторы уже ничего не помнят.

### Памятники правления Бахрама II
Ни Фирдоуси, ни арабо-мусульманские историки никак не освещают события царствования Бахрама II; его история восстановлена по раннесасанидским надписям, монетам, рельефам того периода. В большой чести при новом шахе оказалась его жена царица Шапурдухтак — дочь Шапура, царя Месены, следовательно двоюродная сестра Бахрама II. Он единственный из официально правивших царей-сасанидов изображал на монетах жену. Впрочем, его монеты необычны ещё по одной причине. За короткий период — всего 17 лет — чеканится около двадцати типов монет с разными изображениями. Это беспрецедентный во всей Сасанидской нумизматике случай. На коронах жены шаха и наследника престола (Бахрам II помещал на монетах и его портрет), в зависимости от варианта изображения, попеременно представлен целый зверинец — головы кабана, коня, медведя, хищной птицы и даже сказочного Сенмурва. Все эти животные (символы зороастрийских язатов) были призваны показать благоволение небес к шаху и его семье, а монеты в те годы являлись одним из основных способов официальной пропаганды. За время правления Бахрама II в Иране появилось десять наскальных рельефов — больше, чем у кого-либо из правивших Сасанидов.

### Войны с Римом и подавление мятежей
Во время правления Бахрама II в 283 год году римляне вновь предприняли контрнаступление. Император Кар совершил поход в Месопотамию, лично возглавив армию. В описании этой войны источники расходятся. Согласно одним, Кар взял столичные города Ктесифон и Селевкию, по другим — занял Месопотамию и дошёл до Ктесифона, а в третьих сообщается, что император умер (то ли от болезни, то ли от удара молнии) в Месопотамии или около Нисибина. Но с гибелью императора, наступление римлян остановилось. Ни один источник не сообщает, что этот поход принёс Риму какие-либо территориальные приобретения. С этого времени между императорами Рима и шахами Ирана были установлены формальные отношения «братства», и в официальных письмах владыки обеих стран именовали друг друга «брат». Таким образом, гордый Рим, несмотря на свои успехи, был вынужден признать равенство державы Сасанидов.
Нашествие римлян при императоре Каре вряд ли оказалось случайным, ибо, по словам одного из авторов «Жизнеописаний августов», Флавия Вописка, «персы были заняты мятежом, поднявшимся внутри их государства». В начале 280-х годов против Бахрама II поднял восстание царь Мешана, один из внуков Шапура I. Мятеж был подавлен, и царём Мешана был назначен некий Атурфарнбаг; впоследствии — один из главных противников Нарсе. Второй крупный мятеж потряс страну, когда в Хорасане, при содействии кушан, смуту начал Ормизд — брат Бахрама II (или, что более вероятно, кузен), который попытался создать своё обособленное царство. Он выпустил монеты, на которых называл себя шахиншахом — «царём царей». Этот мятеж также был подавлен, и Бахрам II приказал запечатлеть свои победы на рельефе в Накше-Рустаме. Отпавший Сакастан был присоединён к государству Сасанидов, и шахом туда был поставлен сын и наследник Бахрама II Бахрам III. Мятеж Ормизда на востоке, вероятно, стал причиной того, что в 288 году Бахрам II отправил подарки новому римскому императору Диоклетиану и заключил с ним своего рода договор. Впрочем, точная информация об этом отсутствует, однако Диоклетиан всё же восстановил Трдата III, аршакидского царевича, бежавшего на римскую территорию, в качестве царя над частью Армении, тогда как Нарсе, являвшийся на тот момент старшим сыном Шапура I, правил большей частью Армении от лица Бахрама II.
Протяжённость правление Бахрама II во всех основных источниках оценивается в 17 лет. Лишь ат-Табари говорит: «Есть разные мнения о том, как долго он правил: по одному, он правил восемнадцать лет, по другому – семнадцать».
| Рельефы высеченные в правление Бахрама II | Рельефы высеченные в правление Бахрама II |
| ----------------------------------------- | --- |
|                                           | Рельеф в Барм-е Дилак, в девяти километрах к востоку от современного Шираза, провинция Фарс, Иран. На нём изображён царь Бахрам II (справа), предлагающий цветок ириса своей элегантной жене Ардашир-Анахид (слева). Такие изображения любви очень редки в сасанидской иконографии, которая обычно состоит из сцен аудиенции, побед или инаугурации. |

|  | Ещё один рельеф в Барм-е Дилак, который находится всего в нескольких метрах справа от первого. На втором рельефе, изображён царь Бахрам II (слева) с важным чиновником. Оба мужчины делают жесты уважения, что неудивительно для придворного, но необычно для царя. |

|  | Рельеф в Сараб-е Кандиле (недалеко от современного Казеруна). На нём изображена царица, предлагающая своему мужу цветок лотоса. Два персонажа смотрят друг на друга, в то время как царевич (вероятно, их сын, будущий царь Бахрам III) держит кольцо власти (называемое кидарис), которое, на удивление, не перевязано лентой. |

|  | Рельеф в Накше-Рустам показывает аудиенцию у Бахрама II. Руки Бахрама покоятся на его гигантском мече, показывая, что он человек, отвечающий за царство. Справа три царственных вельможи демонстрируют свою преданность царю. Слева на Бахрама смотрят три человека в диадемах вместе с двумя другими, среди которых мы можем различить первосвященника Картира (его можно узнать по значку). Три человека в диадеме почти наверняка идентичны предкам царя — Бахраму I, Шапуру I и Ардаширу I, основателю династии Сасанидов. Вероятно, Бахраму II важно было показать себя со своими предками и с таким выставленным напоказ мечом, потому что его положение едва ли было прочным. Это также может быть причиной того, что он приказал вырубить этот рельеф в скале рядом с рельефом Ардашира. Этот рельеф был вырублен в скале поверх более старого эламского рельефа. |

|  | Ещё один рельеф показывающий аудиенцию у Бахрама II находится в Сараб-и Бахрам, к северу от Бишапура, вдоль Царской дороги. Он имеет высоту 2,66 м и ширину 4 м и показывает, как четыре придворных приветствуют своего царя типичным жестом руки (который до сих пор делают кочевники, живущие в этой области). Сам царь сидит на своём троне, опираясь на меч, и его можно узнать по его короне, которая также изображена на его монетах. Крайний слева человек с мечом — визирь Бахрама Папак, которого можно узнать по цветку на головном уборе, а второй человек слева — Картир со значком в виде ножниц. Двух других сановников, опирающихся на мечи, опознать не удаётся. |

|  | Рельеф в Бишапуре изображает Бахрама II верхом на лошади, встречающим группу послов, предположительно арабов. Арабы узнаваемы на этом рельефе, потому что их сопровождает верблюд. Верблюды отсутствуют на рельефах Сасанидов, что является одним из признаков того, что это животное всё ещё было редкостью. Короля Бахрама II можно узнать, взглянув на его крылатую корону. Мы не знаем, какую тему обсуждал царь царей с арабскими послами, и мы не знаем, какое племя (племена) они представляли. Однако на Западе римляне были сильнее, чем когда-либо, и не исключено, что арабов пригласили присоединиться к войне. |

|  | Монумент двойной конной победы Бахрама II можно увидеть сразу под могилой Дария I Великого. Сасанидский царь узнаваем, потому что на его шлеме есть орлиные крылья, что мы узнаём по его чеканке. В верхнем регистре Бахрам сбрасывает врага с коня. Его знаменосец занимает левую часть этой сцены. В нижнем регистре царь Бахрам сражается с другим врагом; две сцены почти идентичны. На обоих рельефах царская лошадь топчет мёртвого врага. Враг не может быть идентифицирован. |

|  | Наскальный рельеф сасанидского царя Бахрама II в Сар Мешхеде. Король сражается с двумя львами и защищает свою жену и придворного. Иран, провинция Фарс. ......................................................................................................... |

|  | Скальный рельеф над всё ещё действующим источником в частном саду в Гаюме, немного западнее современного Шираза с изображением сасанидского царя Бахрама II. На нём изображён царь, стоящий с поднятой рукой. Бахрама можно узнать по его короне. Памятник выглядит как незаконченная сцена инвеституры; справа мы должны были ожидать Ахурамазду, вручающего кольцо власти (кидарис). |

| Сасаниды                 |                                                             |                      |
| Предшественник: Бахрам I | шахиншах Ирана и не-Ирана 275/276 — 292/293 (правил 17 лет) | Преемник: Бахрам III |